# Edificio del Banco de España (Pontevedra)
El edificio del Banco de España es un edificio ecléctico de principios del siglo XX en la ciudad española de Pontevedra.
Se trata de la antigua sede de esta entidad en la ciudad, que cerró en 2004 y actualmente alberga las delegaciones provinciales de la Administración periférica del Estado en Pontevedra.

## Ubicación
El edificio del Banco de España en Pontevedra está situado en el número 28 de la calle Michelena, en el centro de Pontevedra, en el límite del casco antiguo.

## Historia
El Banco de España contaba en el siglo XIX con una sucursal en la ciudad de Pontevedra, ubicada desde 1886 en la casa central del lado oeste de la plaza de Teucro, en el número 8. Las obras del nuevo edificio del Banco de España en la ciudad comenzaron el 1 de noviembre de 1900.
En 1901 fue solicitada la licencia para su uso como sucursal del Banco de España. El arquitecto que diseñó el edificio fue José Fermín de Astiz Bárcena, que se convirtió en arquitecto del Banco de España en 1899 y que diseñó otras sucursales en otras capitales españolas como Logroño, Valencia, Badajoz, Oviedo, La Coruña y Santander. El edificio del Banco de España en Pontevedra se inauguró en 1903.
Entre 1945 y 1949, el edificio sufrió una importante reforma según el proyecto arquitectónico de Romualdo de Madariaga y Céspedes. Fue el origen de su nueva estructura construida en hormigón armado tanto en pilares y vigas como en forjados de viguetas de hormigón. El edificio incorporó varios añadidos de áticos y sobreáticos. Las nuevas oficinas se inauguraron el 2 de abril de 1949. Sólo la planta baja se destinó a oficinas del banco, donde se ubicaba el patio de operaciones y el semisótano, con la cámara acorazada. El resto de las plantas se utilizaron como viviendas para el personal del banco.
El Banco de España cerró su sede en la ciudad, como hizo en otras muchas capitales de provincia españolas, el 31 de diciembre de 2004.
En junio de 2010, el Gobierno español acometió una reforma integral del edificio, para instalar diferentes oficinas provinciales de la Administración del Estado: extranjería (planta baja), agricultura y pesca (primera planta), costas (segunda y tercera planta) y telecomunicaciones (ático). Se demolió el sobreático y se ajardinó la cubierta del ático.
A estos servicios se unió en la parte trasera, con entrada por el patio del edificio, la oficina de expedición del documento nacional de identidad del Cuerpo Nacional de Policía del Ministerio del Interior el 16 de mayo de 2016. En este edificio trabajan más de 100 empleados públicos.

## Descripción
El edificio tiene una superficie de 2 859 metros cuadrados, divididos en sótano, planta baja, tres pisos y ático. También dispone de un jardín con árboles y una pérgola acristalada. El interior del edificio se estructura en torno a un patio central con un lucernario acristalado que proporciona diafanidad y continuidad espacial en cada planta.
Es un ejemplo de la arquitectura administrativa del Estado español de principios del siglo XX, de estilo ecléctico. Tiene su entrada principal por la calle Michelena y un patio trasero con entrada por la calle Fernández Villaverde.
El edificio presenta una gran simetría y solemnidad en sus fachadas. La portada principal termina en un arco de medio punto con un balcón superior de piedra sobre ménsulas. En el balcón del edificio ondean las banderas de España, Galicia y la Unión Europea. Los elementos de piedra que enmarcan y decoran las ventanas de las fachadas tienen decoración geométrica en la parte superior, que termina en arcos rebajados.

## Galería de imágenes

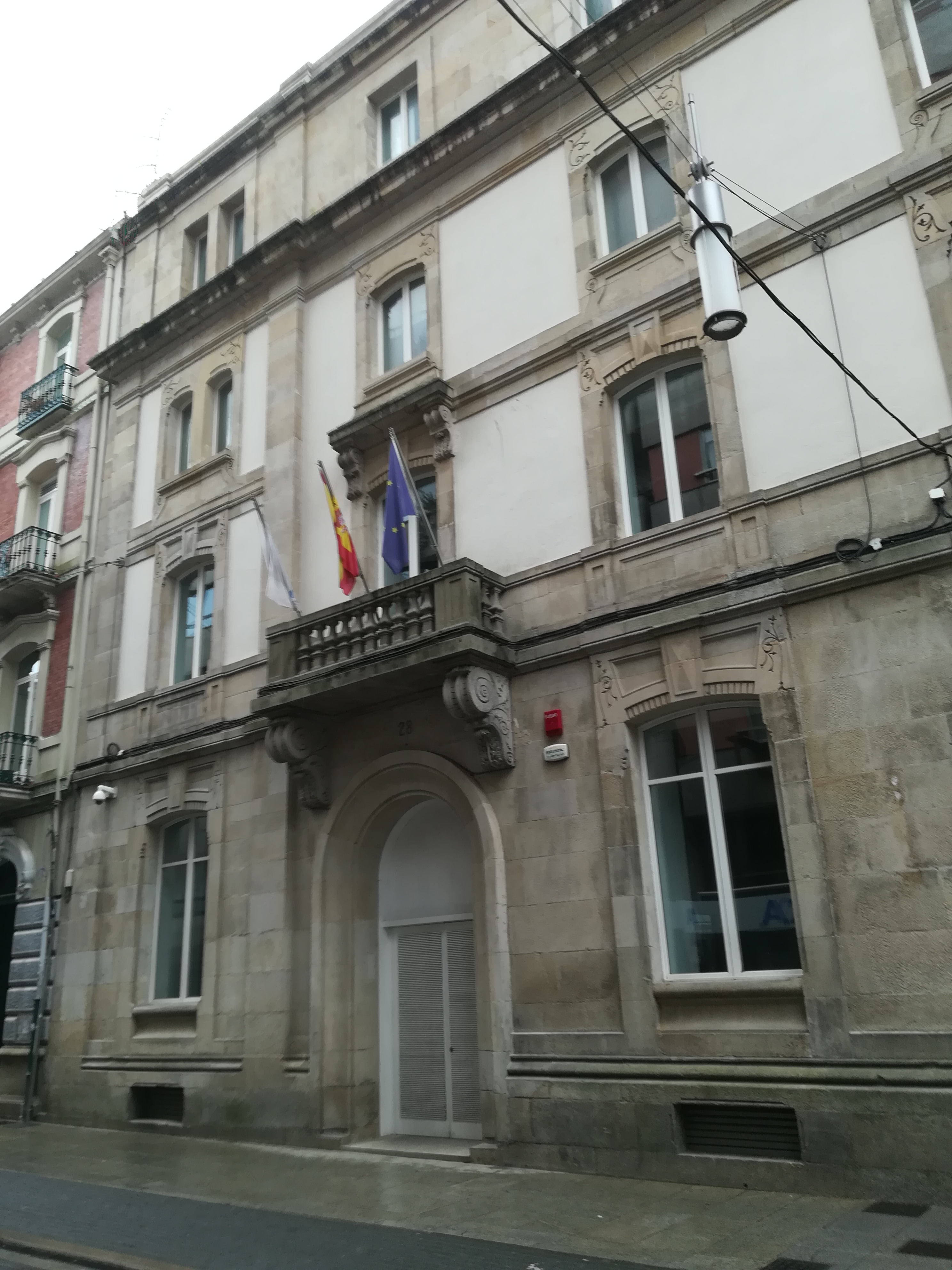
Fachada principal
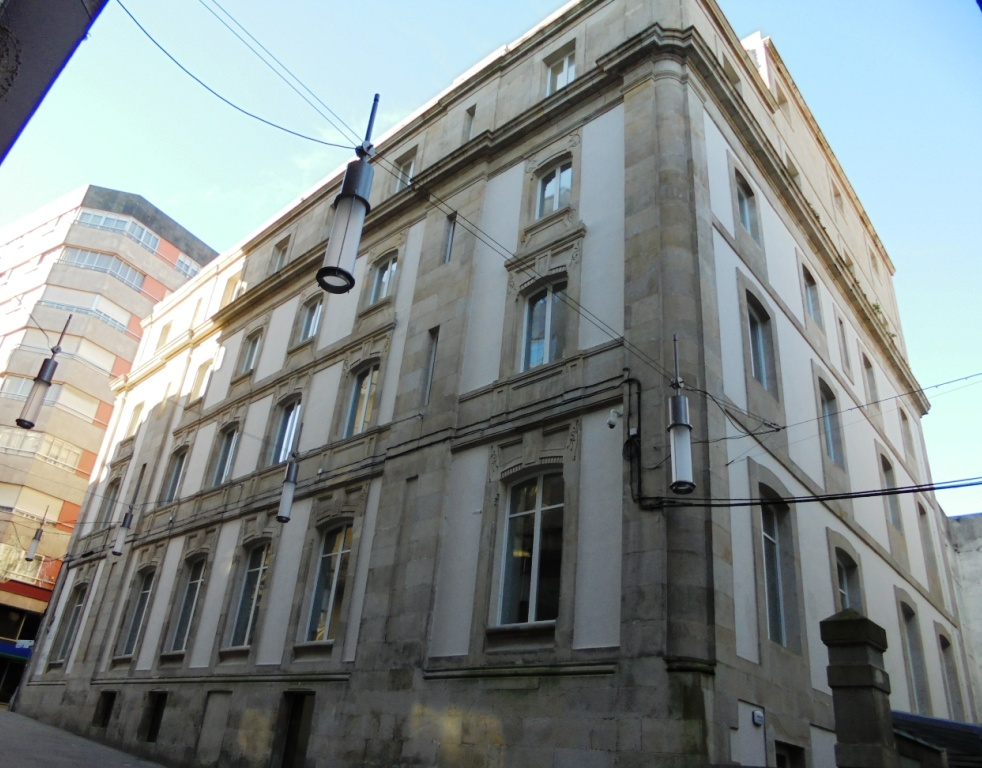
Fachada de la calle Fernández Villaverde
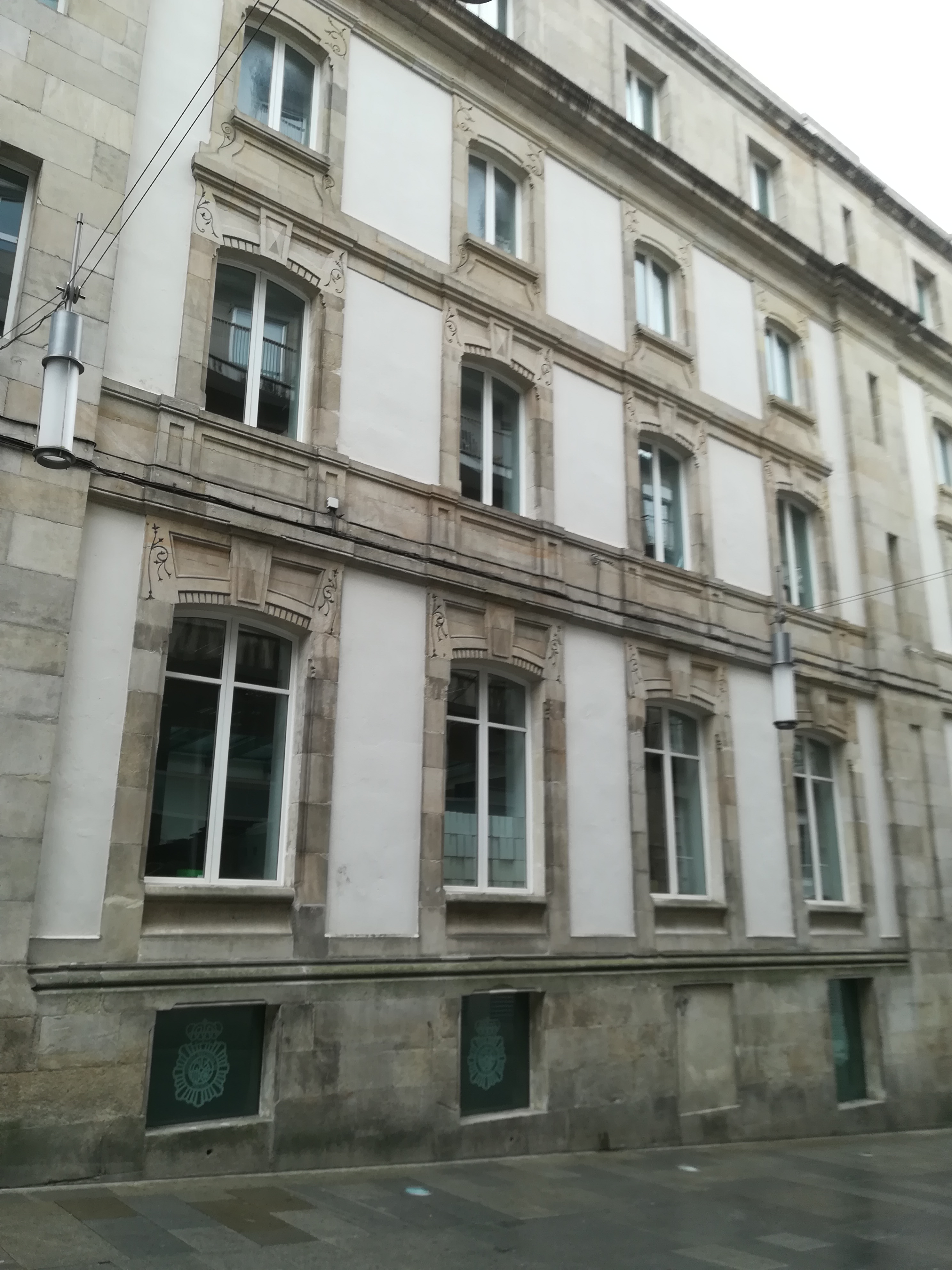
Detalle de la fachada lateral
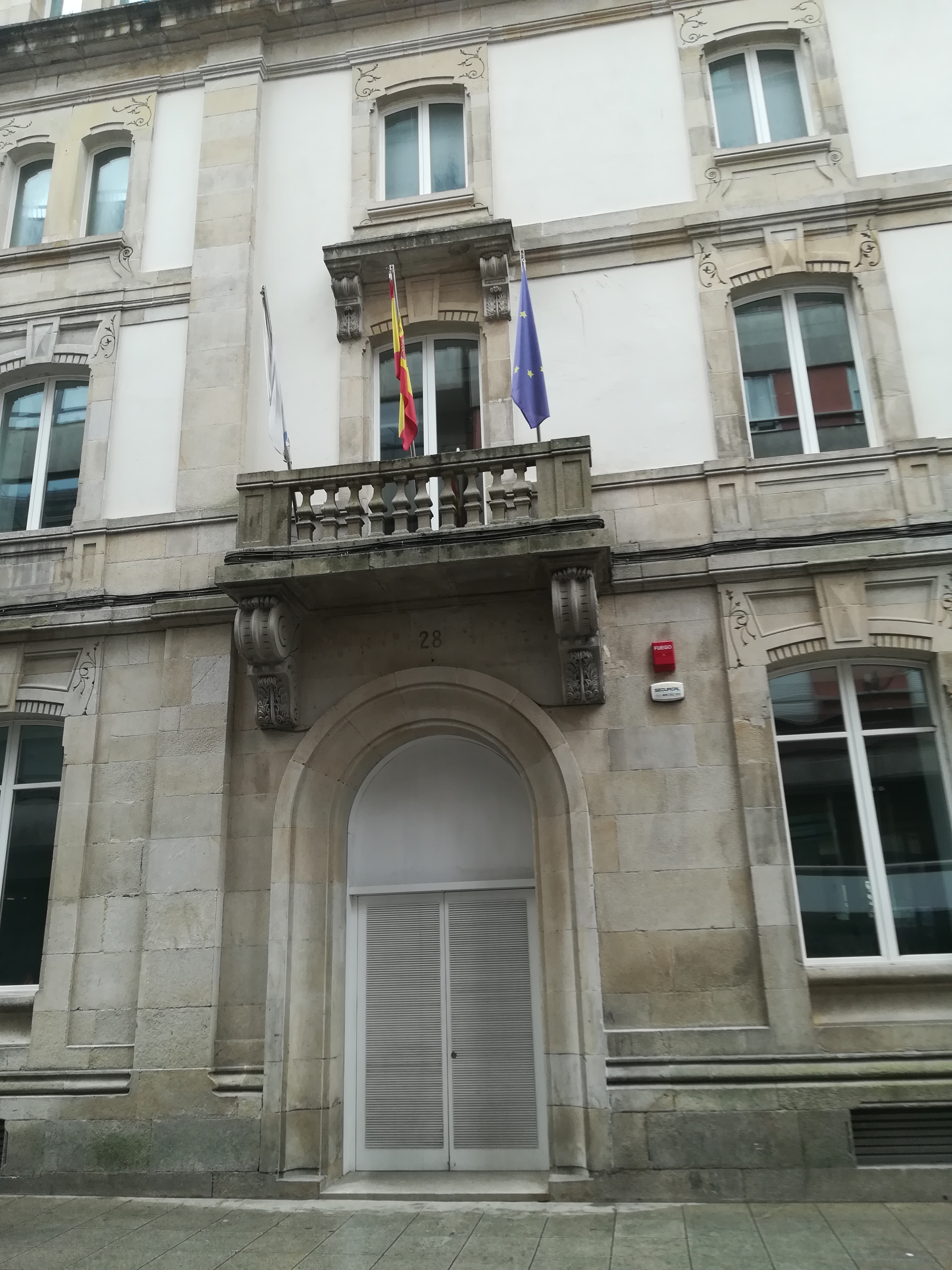
Entrada
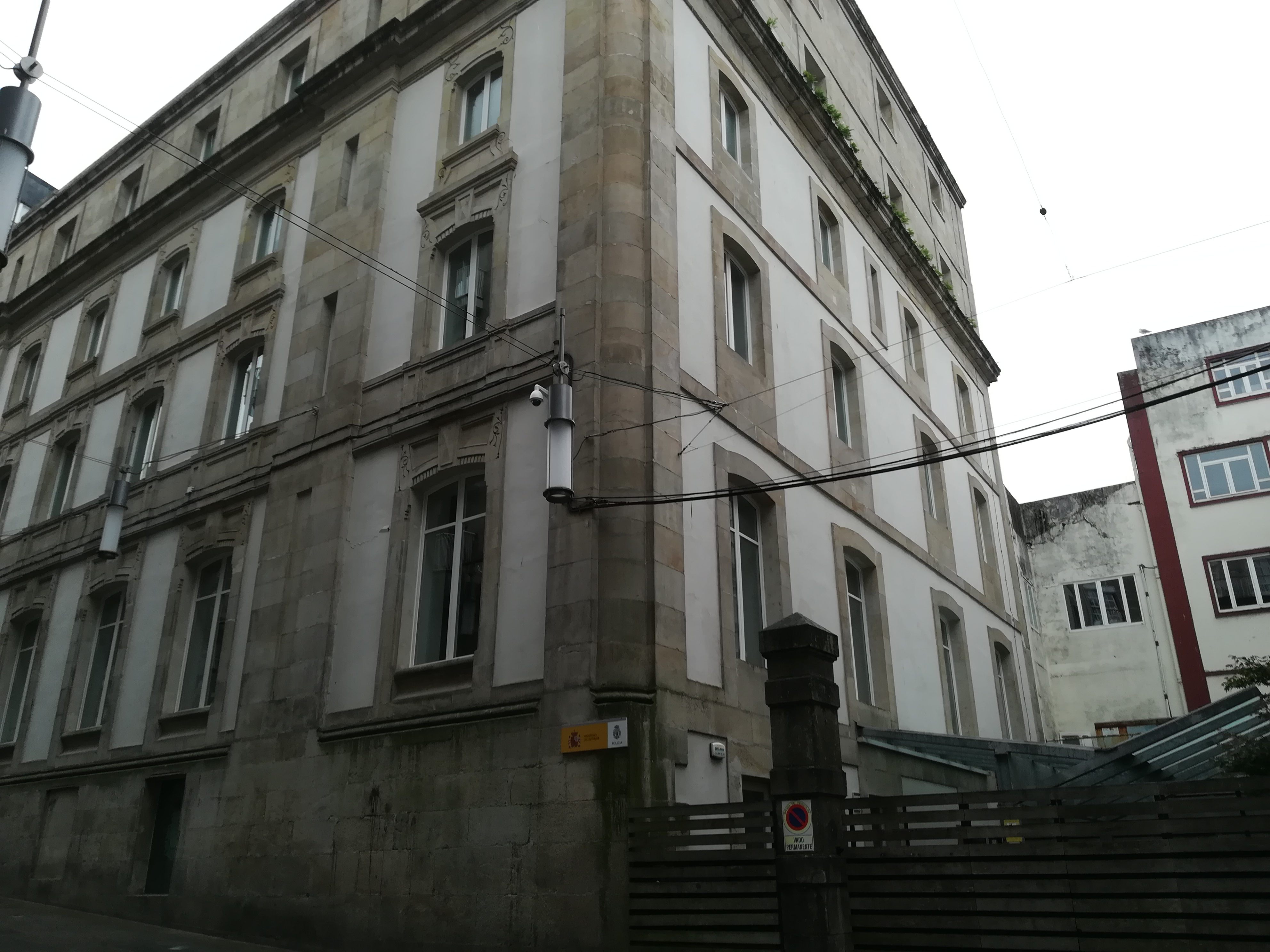
Fachada trasera
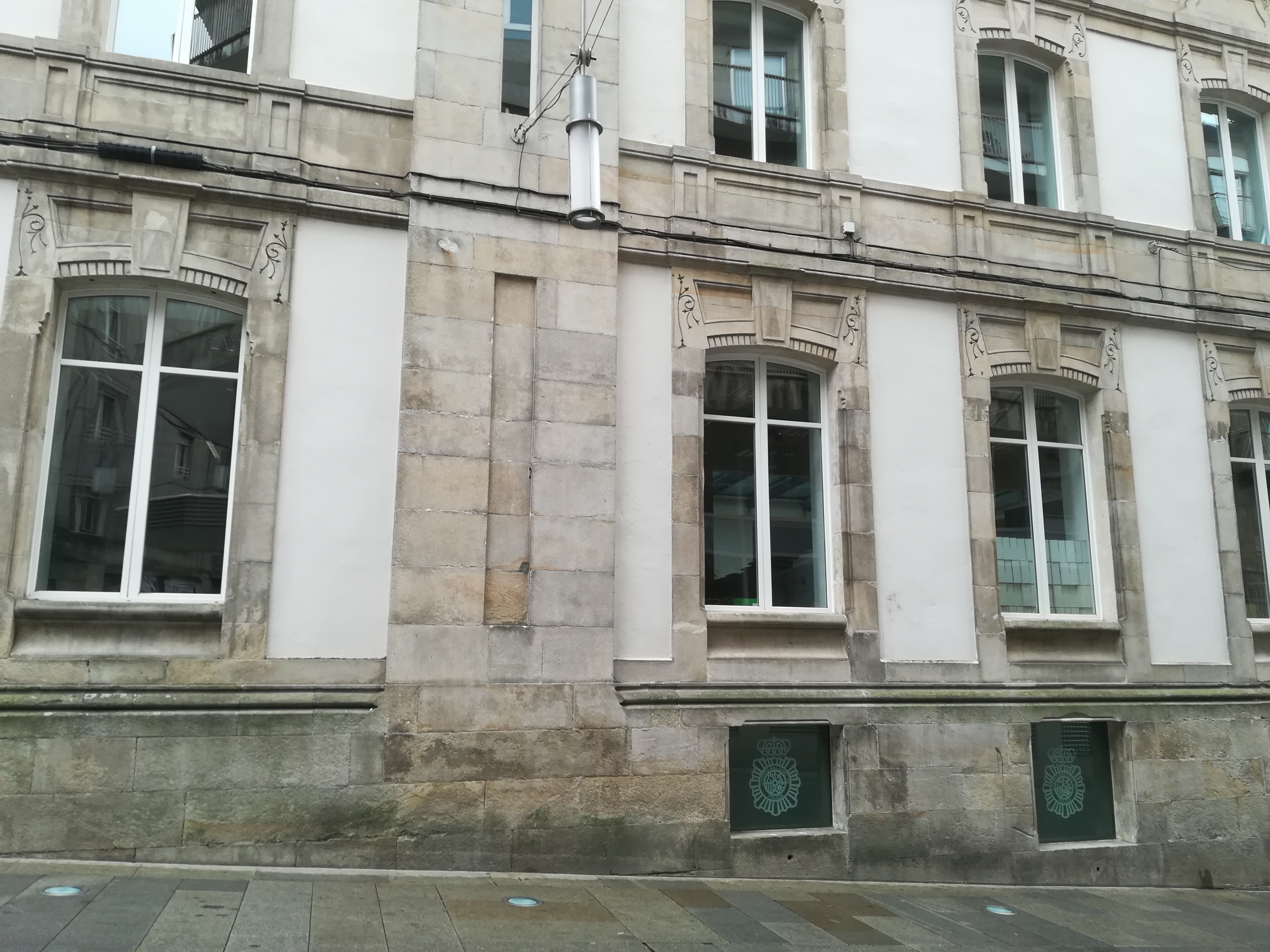
Decoración ecléctica
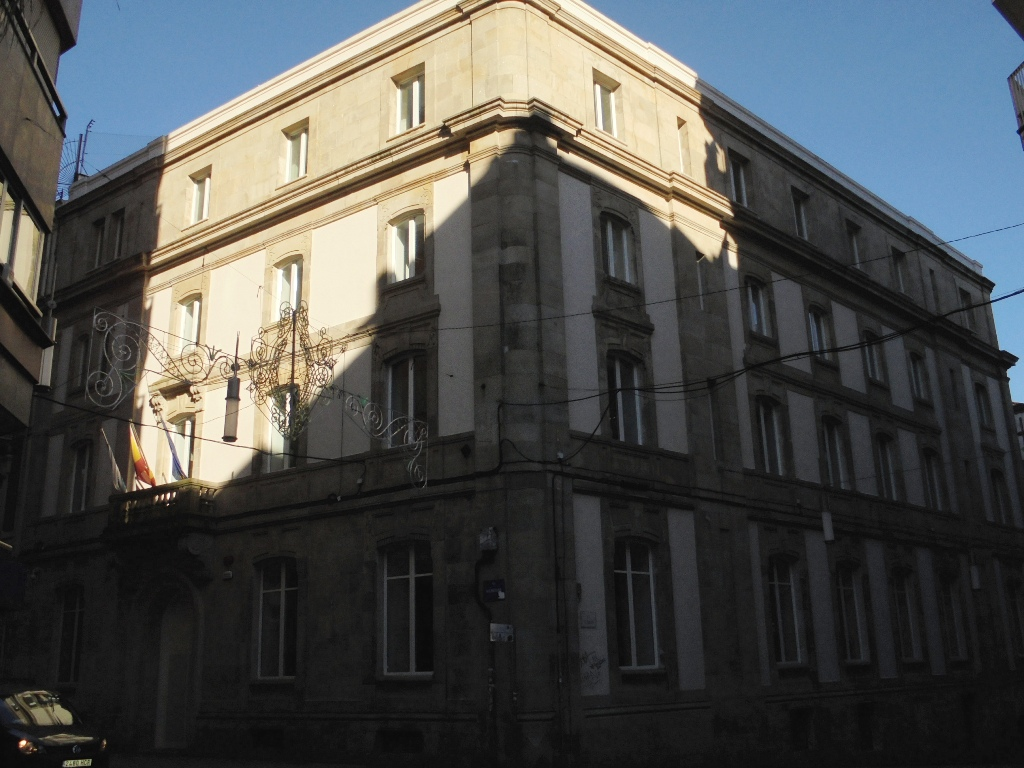
Fachadas
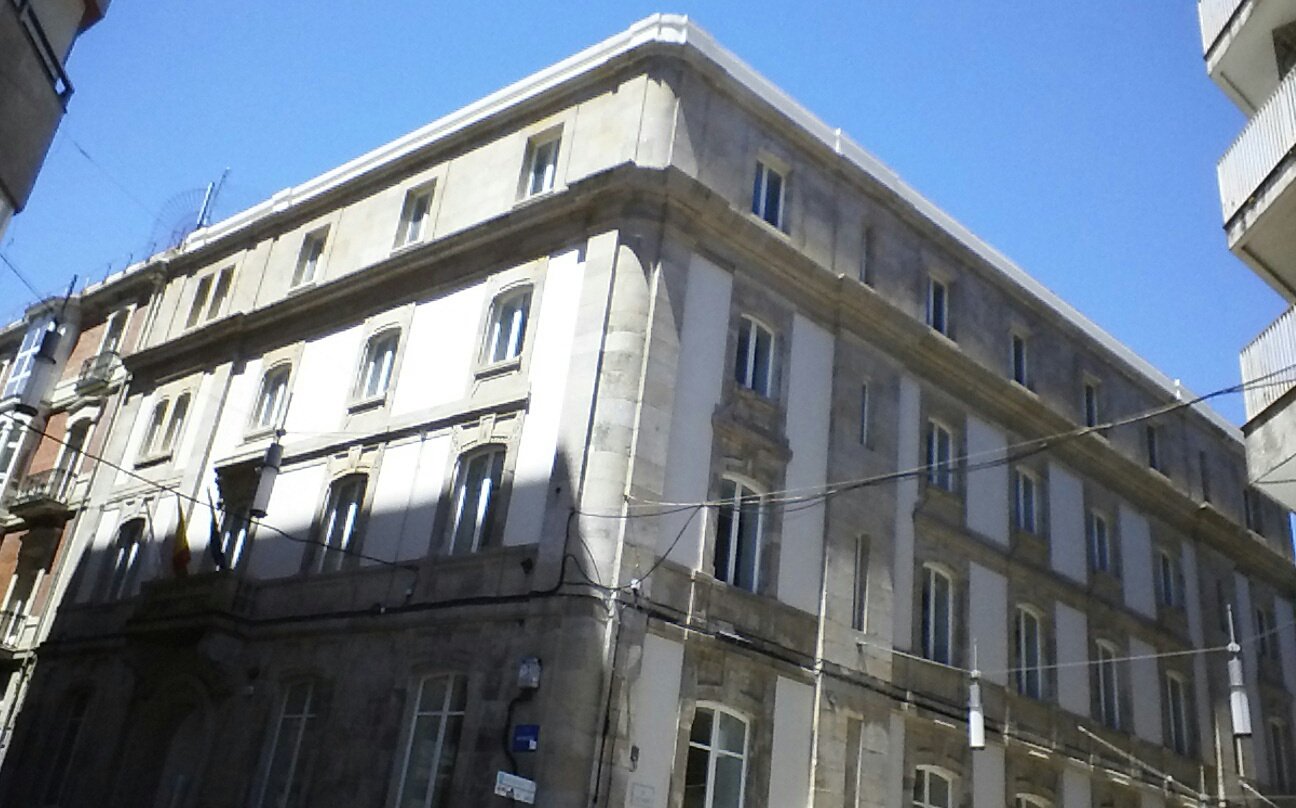
Fachada y pisos